# Сулейман II (султан Кілви)
Сулейман II ібн Аль-Гасан ібн Дауд (*д/н — бл. 1188) — 12-й султан Кілви в 1170—1188 роках. Держава досягла найбільшого територіального розширення. Відомий також як Солейман Хакен.

## Життєпис
Походив з династії Ширазі. Син султана Аль-Гасана ібн Дауда. 1129 року після смерті батька ймовірно був досить малим. 1170 року успадкував трон після султана Дауда ібн Сулеймана (або повалив його).
Розпочав активну загарбницьку політику. Завдяки успішним діям завоював більшу частини східноафриканського узбережжя від Ламу до Коморських островів включно. Також міста-держави Софала, Пемба, Занзібар. Втім підкорити султанат Могадішо не вдалося. особливо важливим було підкорення Софали, давнього торгівельного суперника Кілви.
В результаті вдалося встановити монополію на торгівлю у внутрішніх районах Африки від Зімбабве до озера Танганьїка. Розширив торгівлю золотом, слоновою кісткою та рабами. Отриманні величезні кошти спрямував на зведення численних будівель у самій Кілві, зокрема кам'яну фортецю, караван-сарай Хусуні Ндого та палаци, перетворивши місто на справжній мегаполіс. тут оселив арабів й персів.
Помер 1188 року. Йому спадкував син Дауд ібн Сулейман II .